# Baczyn (Mników)

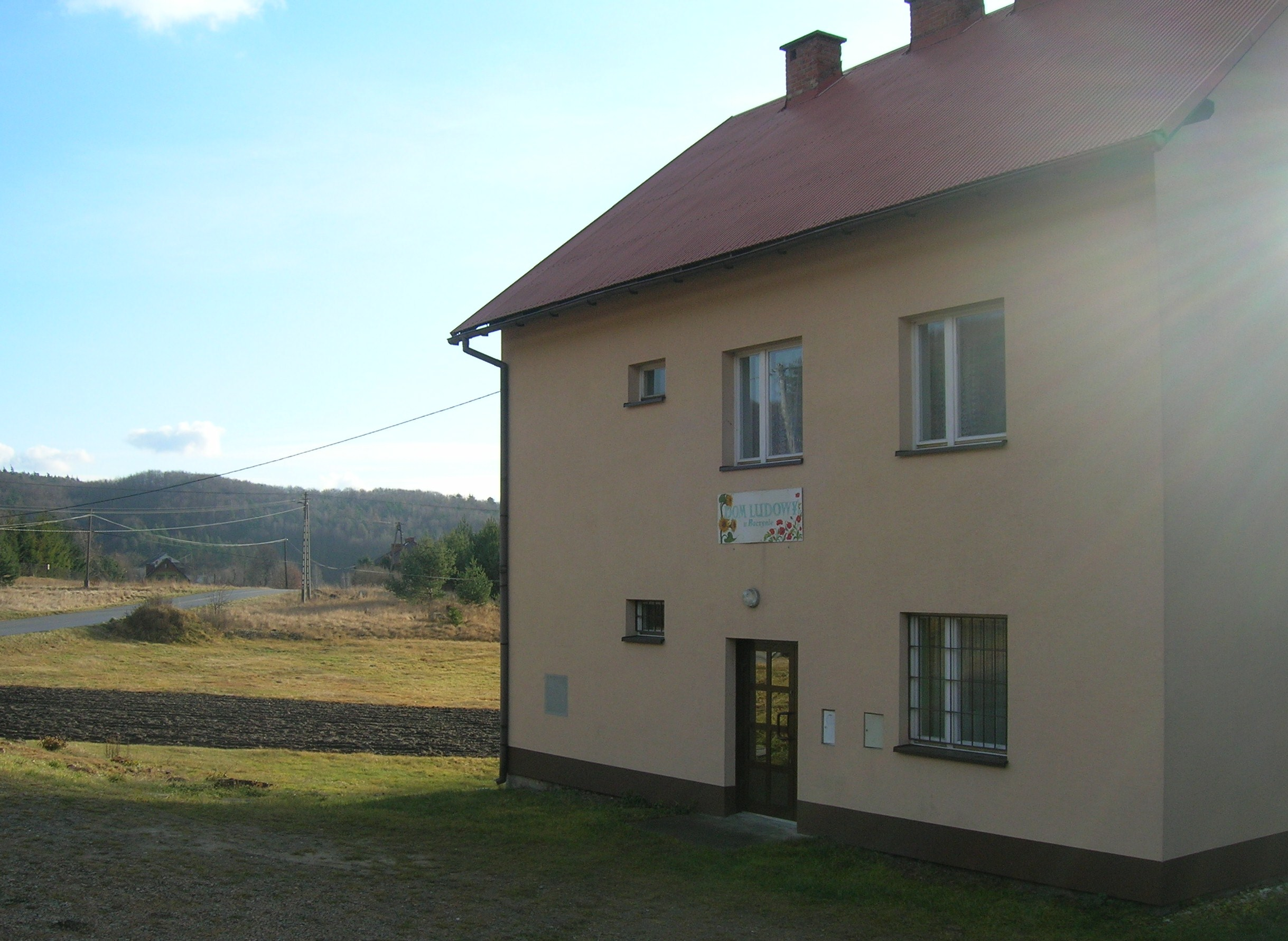
Dom Ludowy

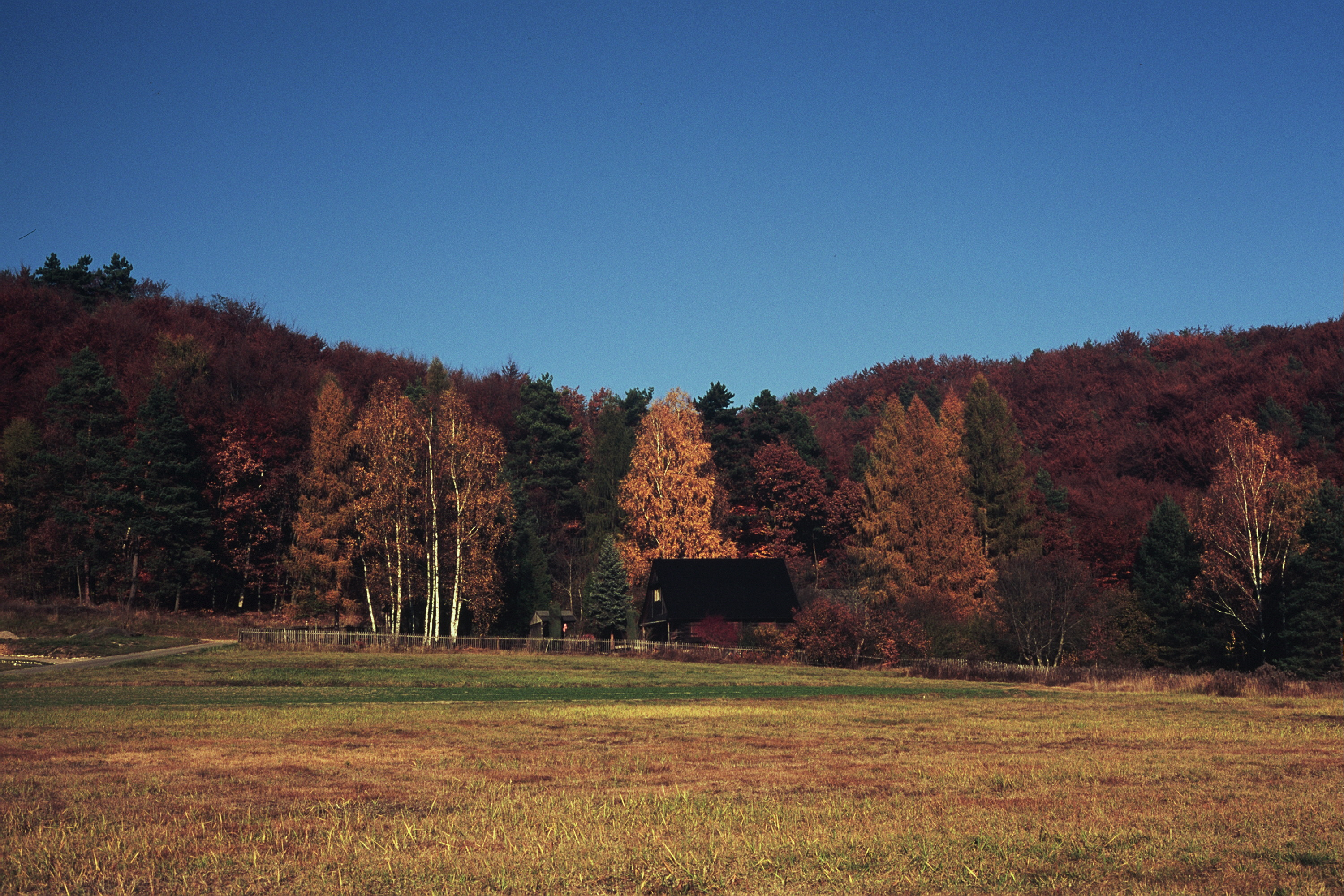
Baczyn jesienią

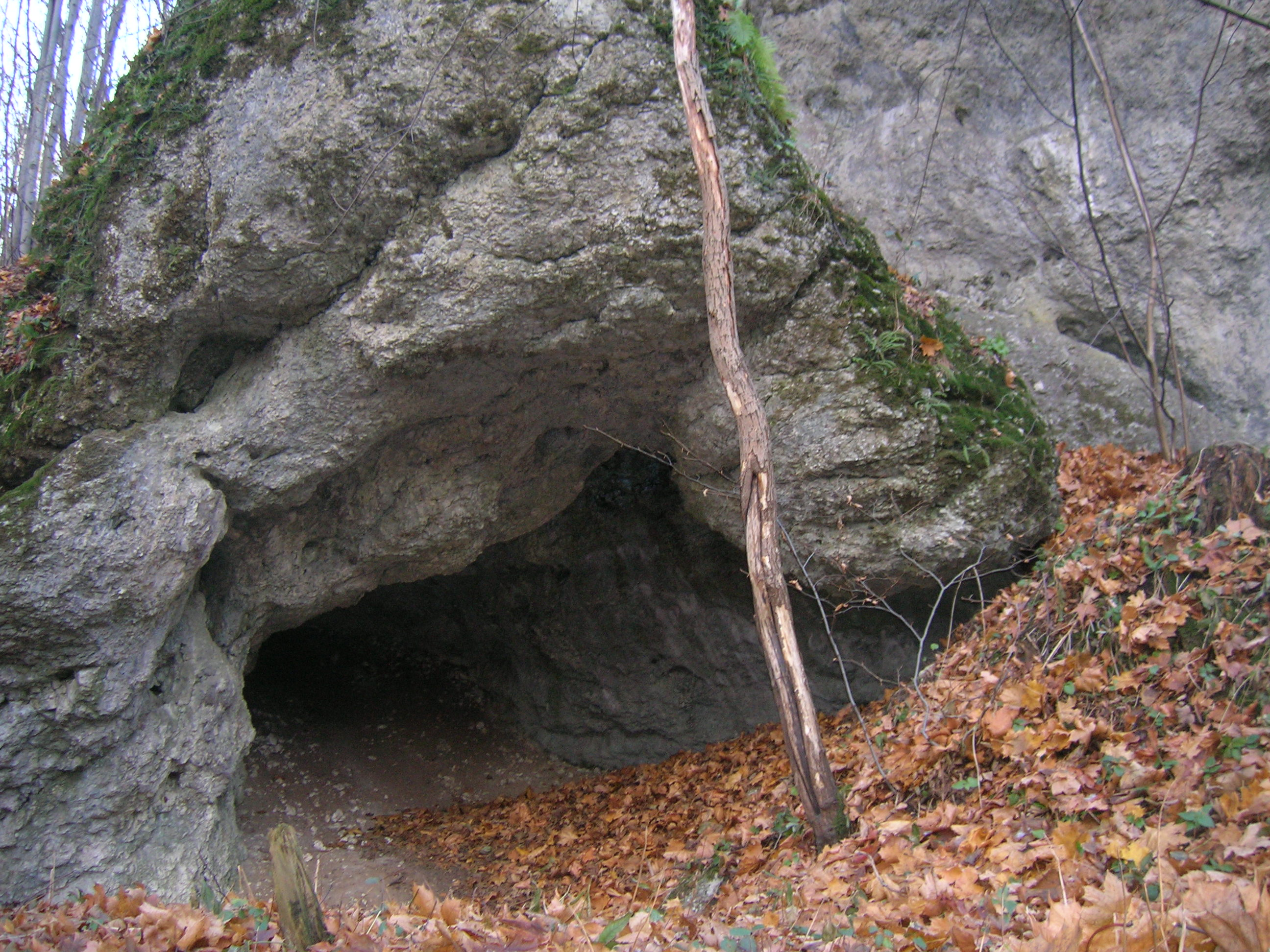
Jaskinia pod Baczynem

Baczyn – przysiółek wsi Mników w Polsce, położony w województwie małopolskim, w powiecie krakowskim, w gminie Liszki, nad rzeką Sanką w Dolinie Sanki. W pobliżu znajduje się Jaskinia nad Samcowym Polem.
Przysiółek stanowi odrębne sołectwo.

## Historia
Baczyn w Kodeksie Dyplomatycznym Klasztoru Tynieckiego wspomniany był już w 1357. Wówczas Andrzej z Żurawic, syn zmarłego Grzegorza z Morawicy, wyznaczył granice pomiędzy swoją posiadłością Sosnką (dziś Sanką), a posiadłościami Klasztoru Benedyktynów – Baczyczynem (Baczynem) i Rybną.
Z 1414 pochodzi pierwsza informacja o własności Tęczyńskich w Baczynie, ich część wsi nazywano wtedy Łopanową albo Bukiem. Ta część wsi wraz z Nawojową Górą, Morawicą, Kostrzcem i zamkiem Tenczyn przypadła w podziale dóbr Nawojowi Tęczyńskiemu, a w 1581 kasztelanowi wojnickiemu – Janowi Tęczyńskiemu. W 1456 Kazimierz Jagiellończyk przeniósł posiadłości klasztoru tynieckiego w tym wieś Baczyn z prawa polskiego na prawo niemieckie. Wieś opactwa benedyktynów tynieckich w powiecie proszowickim województwa krakowskiego w końcu XVI wieku.
W średniowieczu był podzielony na dwie części: Baczyn morawicki (pola bliżej wsi Morawica) własność opactwa benedyktynów z Tyńca i Baczyn brzoskwiński (pola bliżej wsi Brzoskwinia) należący do Tęczyńskich herbu Topór, która pozostawała w rękach rodziny Tęczyńskich aż do śmierci ostatniego z rodu – wojewody krakowskiego Jana w 1637. Następnie od 1639 z całością dóbr była dziedziczona przez rodziny Opalińskich h. Łodzia. Opis dóbr kościelnych diecezji krakowskiej spisany Jana Długosza przez w latach 1470–1480 podaje: „Baczyn stanowił 7 łanów kmiecych, z których oprócz czynszów dawano po 12 jaj, 4 kury, 2 sery i osep, odrabiano jutrznię i roboty orne, w koło żęcia i zwożenia zboża, tudzież powaby (pomoc przy pilnych pracach polowych) i karczmy, grodników i folwarku dworskiego podówczas nie było (...), Graniczył z Sanką, Morawicą, Chrosną, Mnikowem, Czułowem i Rybną. Był wsią dziedziczną Gabriela Tęczyńskiego, z wyjątkiem młyna, który należał do klasztoru tynieckiego i dawał 3 grzywny czynszu. Dziesięcina z obu części Baczyna trafiała do dwóch plebanów z Morawicy”. Baczyn nie został wymieniony wśród wsi które płaciły podatek łanowy w księgach poborowych krakowskich z lat 1489–1499. W spisanej w 1529 Księdze dochodów beneficjów diecezji krakowskiej określono Baczyn jako opustoszały. Przyczyną takiego stanu była najprawdopodobniej zaraza czyli tzw. morowe powietrze, które w latach 1496–1526 przechodziło przez Kraków wielokrotnie. W 1581 według Rejestru poborowego był znów zamieszkany przez: „2 zagrodników bez roli piekarza i dudę w części kasztelana Jana Tęczyńskiego oraz 2 zagrodników bez roli w części Stanisława Młoszowskiego”.
W 1629 w Rejestrze poborowym odnotowano w Baczynie: „2 zagrody bez ról i 1 komornika bez bydła w części Hieronima Przyłęckiego oraz 1 zagrodę z rolą w części kasztelana Jana Tęczyńskiego”. W latach 1641–1650 w Baczynie mieszkały rodziny: Dukałów, Szewczyków, Janeczków, Trześniaków, Koników i Smolików. W 1712 gospodarzami byli: Jan Cudak, Szczepan Trześniak, Stanisław Szewczyk, Jan Dula i Jan Korbel; a w 1756: Andrzej Dukała, Wojciech Lipiarczyk (leśniczy), Paweł Bełkotek, Matus Paździorek, Andrzej Szczuka, Tomasz Orlik, Kazimierz Materla i Jan Korbel (syn poprzedniego).
W czasie XVIII i XIX wieku obie części wsi stanowiły już własność dziedziców zamku Tęczyn, od 1705 byli to Sieniawscy h. Leliwa, od 1729 Czartoryscy h. Pogoń, od 1778 Lubomirscy h. Drużyna wreszcie od 1816 Potoccy h. Pilawa. Ich dawnych nazw używano nadal w spisach danin i powinności chłopskich, zwanych inwentarzami Hrabstwa Tęczyńskiego.
Baczyn razem z Brzoskwinią, Chrosną, Frywałdem i Nielepicami podlegał pod folwark Dąbrowa założony na gruntach wsi Brzoskwini. Po 1795 (III rozbiór Polski) obszar dawnego Baczyna brzoskwińskiego w większej części wcielono w obręb Brzoskwini i Frywałdu.
W latach 1975–1998 przysiółek administracyjnie należał do województwa krakowskiego.

## Zabytki
Obiekt wpisany do rejestru zabytków nieruchomych województwa małopolskiego.
- Cmentarzysko kultury łużyckiej – W 1964 roku we wschodniej części wsi, na terenie pól uprawnych, na wzgórzu zwanym Zamczysko odkryto cmentarzysko kultury łużyckiej. W dniach od 24 sierpnia do 19 września 1964 i 2 sierpnia – 7 września 1965 roku prowadzono w tym miejscu prace archeologiczne, co przyczyniło się do odnalezienia ponad 400 grobów o zróżnicowanym obrządku grzebalnym. Znaleziono również wiele przedmiotów ówczesnego użytku. Istniało tutaj wczesnośredniowieczne grodzisko.